# Касса (приток Большой Юры)
Касса — река в России, протекает по территории Холмогорского района Архангельской области. Длина реки составляет 11 км.
Начинается из средней части западного берега озера Большое Кассозеро, лежащего на высоте 53 метра над уровнем моря. От истока течёт сначала на север, вдоль берега озера, затем на северо-запад через елово-сосновый лес. Устье реки находится в 61 км по левому берегу реки Большая Юра на высоте 27 метров над уровнем моря.
Основные притоки — Черный (лв), Сенной (пр) и Маевка (пр).

## Данные водного реестра
По данным государственного водного реестра России относится к Двинско-Печорскому бассейновому округу, водохозяйственный участок реки — Северная Двина от впадения реки Вага и до устья, без реки Пинега, речной подбассейн реки — Северная Двина ниже места слияния Вычегды и Малой Северной Двины. Речной бассейн реки — Северная Двина.
Код объекта в государственном водном реестре — 03020300412103000039135.